# Hans Kugler (Maler)

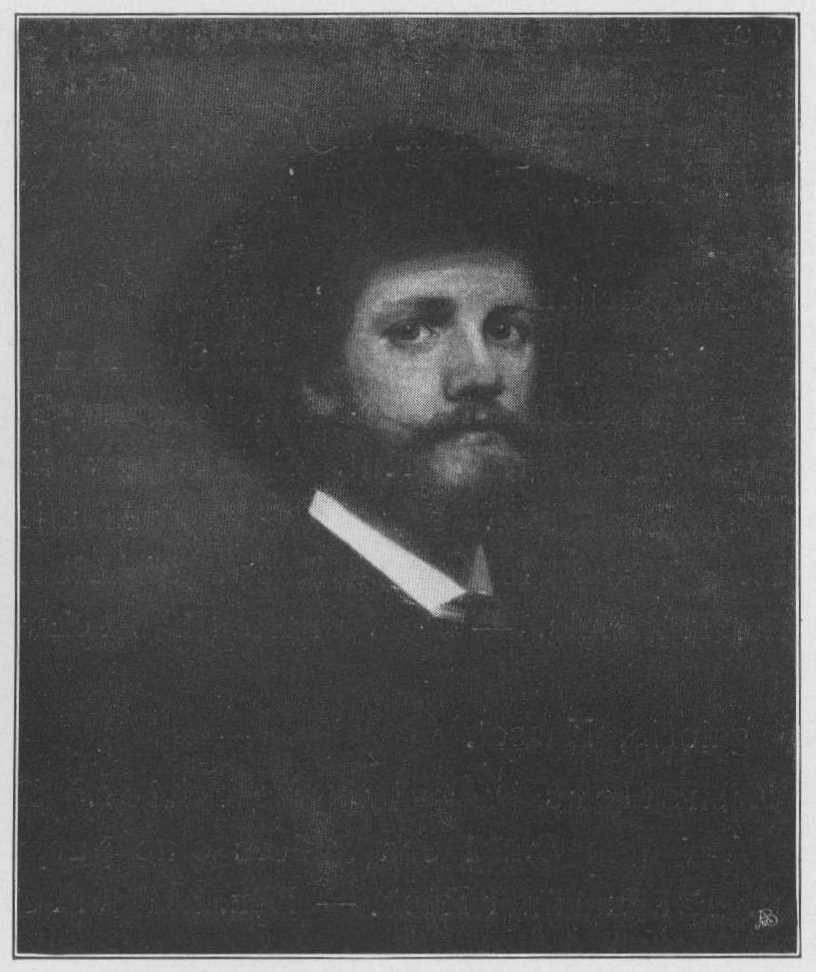
Selbstbildnis (1868)

Hans Kugler, eigentlich Friedrich Johannes Kugler (* 23. Juli 1840 in Berlin; † 12. Dezember 1873 in München), war ein deutscher Landschafts- und Porträtmaler.

## Leben und Werk
Hans Kugler war der jüngste Sohn des Kunsthistorikers und Dichters Franz Kugler, der hoher Beamter im preußischen Kultusministerium war, und seiner Frau Clara (geborene Hitzig, 1812–1873) einer Tochter des Kriminologen Julius Eduard Hitzig. Sein Bruder war der spätere Historiker Bernhard von Kugler. Die Familie war mit Theodor Fontane befreundet. Kugler studierte an der Großherzoglich-Sächsischen Kunstschule Weimar bei Arnold Böcklin. Er war sein Leben lang schwer chronisch krank. Nach dem Tod des Vaters zog die Mutter mit ihren Söhnen Bernhard und Johannes nach München. 1863 ging Kugler mit seinem Freund Adolf von Wilbrandt nach Rom, wo er bis 1864 arbeitete. Er kehrte anschließend wieder nach München zurück.

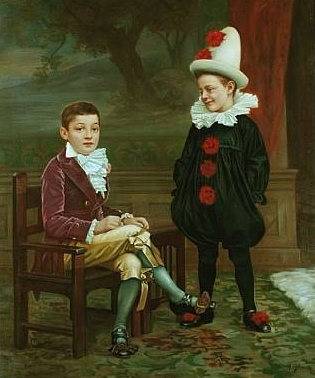
Ohne Titel

In den frühen 1860er Jahren gehörte er mit Wilbrandt, seinem Schwager Paul Heyse und dem Maler Ludwig von Hagn zu einem Freundeskreis, in den auch Franz von Lenbach und Böcklin einbezogen wurden. Von ihm stammte ein bekanntes Porträt von Lenbach. Die Malerfreunde hielten engen Kontakt zu dem Kunstsammler Adolf Friedrich von Schack. Vor allem gelang es Kugler, den Sammler von der Arbeit Böcklins zu überzeugen.
Nach dem Tod ihrer Tochter Margarethe 1862 zog Clara Kugler in das Haus ihres Schwiegersohns Paul Heyse, um ihn und die Enkelkinder zu betreuen. Dorthin zog auch Hans Kugler, der von seiner Mutter gepflegt wurde. Anfang Dezember 1873 unternahm er einen scheinbar erfolgreichen Selbstmordversuch, indem er sich einen Trank aus Morphium und Schlafmitteln mixte und zu sich nahm, worauf sich seine Mutter Clara das Leben nahm. Zehn Tage später verstarb Kugler letztlich durch seinen Freitod.
Publikationen
- Johannes Kugler: Im Fegefeuer. Eine Geschichte nach der Natur. Mit biographischer Einleitung von Adolf Wilbrandt. L. Rosner, Wien 1874 (digitale-sammlungen.de).